# Llista de cims emblemàtics de Catalunya
Llista de cims emblemàtics de Catalunya de l'Institut Cartogràfic de Catalunya. Tot i incloure més de 100 cims la llista és comunament anomenada així.

## Concepte de cims emblemàtics
En la primera Jornada sobre cartografia i excursionisme, celebrada a la seu de l'Institut Cartogràfic de Catalunya el maig de 2004 i organitzada per l'Institut Cartogràfic de Catalunya, Geoestel i l'Editorial Alpina, l'ICC es va comprometre a calcular l'altitud real dels cims més destacats de Catalunya, atenent així les inquietuds recollides en la trobada.
L'ICC va compilar una selecció dels cims més emblemàtics de Catalunya considerant la seva significació geogràfica, relleu en el món de l'excursionisme o segons la notorietat cultural, històrica o emotiva. La llista contempla tota mena de cims, independentment de l'altitud d'aquests, sempre que quedessin circumscrits dins de la Catalunya administrativa. Considerant els criteris establerts per a la selecció, la llista es va trametre a la Federació d'Entitats Excursionistes de Catalunya, l'Institut d'Estudis Catalans i la Direcció General de Turisme que hi van aportar comentaris i suggeriments.
A final de 2010 l'ICC va acabar els processos de mesura dels cims seleccionats, mitjançant les tècniques més recents en l'àmbit dels càlculs geodèsics, incloent el posicionament sobre el terreny dels claus geodèsics que han permès identificar el punt natural més alt de cada cim. Les noves mesures evidenciaren diferències significatives entre l'altitud considerada oficial fins aleshores i la nova altitud resultant de la mesura amb sistemes GPS. Les mesures foren publicades el juny de 2011.
El 2006 la Federació d'Entitats Excursionistes de Catalunya va iniciar el repte dels 100 cims com a proposta de diferents contrades representatives i característiques. La federació ha anat ampliant la llista fins a 522 cims, però es manté el repte pels federats d'assolir-ne 100.

## Llista de cims
| Nom                         | Serra/serralada                | Alçada (msnm) | Localització | Codi         | Imatge |
| --------------------------- | ------------------------------ | ------------- | --- | ------------ | --- |
| El Mont                     | Serra del Mont                 | 1.124,81      | Albanyà (Alt Empordà) 42° 15′ 32″ N, 2° 42′ 21″ E / 42.258817°N,2.705897°E                                      | CE-302084006 | {{ca\|El Mont (Albanyà)}} · {{WLE-AD-ES\|CE-302084006}} · {{Object location dec\|42.258817\|2.705897\|region:ES-CT_type:mountain(1125)_source:cawiki}} · [[Categoria:Serra del Mont]]                                         |
| Puig de Bassegoda           | Pirineus                       | 1.373,35      | Albanyà (Alt Empordà) 42° 18′ 51″ N, 2° 37′ 56″ E / 42.314097°N,2.632339°E                                      | CE-300081006 | {{ca\|Puig de Bassegoda}} · {{WLE-AD-ES\|CE-300081006}} · {{Object location dec\|42.314097\|2.632339\|region:ES-CT_type:mountain(1373)_source:cawiki}} · [[Categoria:Puig de Bassegoda]]                                      |
| el Pení                     | Serra de Rodes                 | 607,68        | Cadaqués (Alt Empordà) 42° 16′ 55″ N, 3° 14′ 38″ E / 42.282053°N,3.243797°E                                     | CE-315083006 | {{ca\|Pení (serra de Rodes)}} · {{WLE-AD-ES\|CE-315083006}} · {{Object location dec\|42.282053\|3.243797\|region:ES-CT_type:mountain(608)_source:cawiki}} · [[Categoria:El Pení]]                                             |
| Puig Neulós                 | Serra de l'Albera              | 1.257,06      | La Jonquera (Alt Empordà) 42° 28′ 55″ N, 2° 56′ 49″ E / 42.482072°N,2.946969°E                                  | CE-308073006 | {{ca\|Puig Neulós (serra de l'Albera)}} · {{WLE-AD-ES\|CE-308073006}} · {{Object location dec\|42.482072\|2.946969\|region:ES-CT_type:mountain(1257)_source:cawiki}} · [[Categoria:Puig Neulós]]                              |
| Roc del Comptador           | Serra de les Salines           | 1.450,90      | Maçanet de Cabrenys (Alt Empordà) 42° 25′ 22″ N, 2° 43′ 38″ E / 42.422778°N,2.727222°E                          | CE-303076006 | {{ca\|Roc del Comptador (serra de les Salines)}} · {{WLE-AD-ES\|CE-303076006}} · {{Object location dec\|42.422778\|2.727222\|region:ES-CT_type:mountain(1451)_source:cawiki}} · [[Categoria:Roc del Comptador]]               |
| Sant Salvador               | Serra de Rodes                 | 681,96        | Palau-saverdera (Alt Empordà) 42° 19′ 07″ N, 3° 10′ 06″ E / 42.318663°N,3.168445°E                              | CE-313081006 | {{ca\|Sant Salvador Saverdera (serra de Rodes)}} · {{WLE-AD-ES\|CE-313081006}} · {{Object location dec\|42.318663\|3.168445\|region:ES-CT_type:mountain(682)_source:cawiki}} · [[Categoria:Sant Salvador Saverdera]]          |
| Montau                      | Massís del Garraf              | 657,57        | Olesa de Bonesvalls (Alt Penedès) 41° 20′ 45″ N, 1° 53′ 06″ E / 41.345853°N,1.885013°E                          | CE-282128006 | {{ca\|Montau (massís del Garraf)}} · {{WLE-AD-ES\|CE-282128006}} · {{Object location dec\|41.345853\|1.885013\|region:ES-CT_type:mountain(658)_source:cawiki}} · [[Categoria:Montau]]                                         |
| Torreta de Cadí             | Serra del Cadí                 | 2.562,07      | Cava (Alt Urgell) 42° 17′ 13″ N, 1° 35′ 04″ E / 42.287017°N,1.584379°E                                          | CE-275083006 | {{ca\|Torreta de Cadí}} · {{WLE-AD-ES\|CE-275083006}} · {{Object location dec\|42.287017\|1.584379\|region:ES-CT_type:mountain(2562)_source:cawiki}} · [[Categoria:Torreta de Cadí]]                                          |
| Lo Coscollet                | Serra d'Aubenç                 | 1.610,09      | Peramola (Alt Urgell) 42° 06′ 51″ N, 1° 16′ 03″ E / 42.1141°N,1.267555°E                                        | CE-267091006 | {{ca\|Lo Coscollet (serra d'Aubenç)}} · {{WLE-AD-ES\|CE-267091006}} · {{Object location dec\|42.1141\|1.267555\|region:ES-CT_type:mountain(1610)_source:cawiki}} · [[Categoria:El Coscollet]]                                 |
| Besiberri Nord              | Massís del Besiberri           | 3.008,27      | Vall de Boí (Alta Ribagorça) 42° 36′ 19″ N, 0° 49′ 35″ E / 42.605281°N,0.826306°E                               | CE-257067006 | {{ca\|Besiberri Nord}} · {{WLE-AD-ES\|CE-257067006}} · {{Object location dec\|42.605281\|0.826306\|region:ES-CT_type:mountain(3008)_source:cawiki}} · [[Categoria:Besiberri Nord]]                                            |
| Gran Tuc de Colomèrs        | Pirineus                       | 2.933,40      | Vall de Boí (Alta Ribagorça) 42° 35′ 22″ N, 0° 56′ 16″ E / 42.589361°N,0.937806°E                               | CE-260068006 | {{ca\|Gran Tuc de Colomèrs}} · {{WLE-AD-ES\|CE-260068006}} · {{Object location dec\|42.589361\|0.937806\|region:ES-CT_type:mountain(2933)_source:cawiki}} · [[Categoria:Gran Tuc de Colomèrs]]                                |
| Pic de Comaloforno          | Massís del Besiberri           | 3.029,18      | Vall de Boí (Alta Ribagorça) 42° 35′ 29″ N, 0° 49′ 40″ E / 42.591358°N,0.827811°E                               | CE-257068006 | {{ca\|Pic de Comaloforno (massís del Besiberri)}} · {{WLE-AD-ES\|CE-257068006}} · {{Object location dec\|42.591358\|0.827811\|region:ES-CT_type:mountain(3029)_source:cawiki}} · [[Categoria:Pic de Comaloforno]]             |
| Punta Alta de Comalesbienes | Pirineus                       | 3.014,02      | Vall de Boí (Alta Ribagorça) 42° 35′ 09″ N, 0° 52′ 49″ E / 42.585697°N,0.880308°E                               | CE-258068006 | {{ca\|Punta Alta de Comalesbienes}} · {{WLE-AD-ES\|CE-258068006}} · {{Object location dec\|42.585697\|0.880308\|region:ES-CT_type:mountain(3014)_source:cawiki}} · [[Categoria:Punta Alta de Comalesbienes]]                  |
| Tossa de Montbui            | Serra de Miralles-Queralt      | 619,60        | Santa Margarida de Montbui (Anoia) 41° 33′ 25″ N, 1° 34′ 53″ E / 41.556975°N,1.581486°E                         | CE-275118006 | {{ca\|Tossa de Montbui (serra de Miralles-Queralt)}} · {{WLE-AD-ES\|CE-275118006}} · {{Object location dec\|41.556975\|1.581486\|region:ES-CT_type:mountain(620)_source:cawiki}} · [[Categoria:Tossa de Montbui]]             |
| Sant Jeroni                 | Montserrat                     | 1.235,56      | Marganell (Bages) 41° 36′ 19″ N, 1° 48′ 41″ E / 41.605344°N,1.811325°E                                          | CE-280115006 | {{ca\|Sant Jeroni (Montserrat)}} · {{WLE-AD-ES\|CE-280115006}} · {{Object location dec\|41.605344\|1.811325\|region:ES-CT_type:mountain(1236)_source:cawiki}} · [[Categoria:Sant Jeroni (Montserrat)]]                        |
| la Miranda                  | Serra de Llaberia              | 918,61        | Colldejou (Baix Camp) 41° 05′ 33″ N, 0° 51′ 46″ E / 41.092364°N,0.862886°E                                      | CE-258140006 | {{ca\|Miranda de Llaberia}} · {{WLE-AD-ES\|CE-258140006}} · {{Object location dec\|41.092364\|0.862886\|region:ES-CT_type:mountain(919)_source:cawiki}} · [[Categoria:Miranda de Llaberia]]                                   |
| Mola de Colldejou           | Serralada Prelitoral           | 921,88        | Colldejou (Baix Camp) 41° 06′ 32″ N, 0° 52′ 26″ E / 41.108911°N,0.874008°E                                      | CE-258139006 | {{ca\|Mola de Colldejou}} · {{WLE-AD-ES\|CE-258139006}} · {{Object location dec\|41.108911\|0.874008\|region:ES-CT_type:mountain(922)_source:cawiki}} · [[Categoria:Mola de Colldejou]]                                       |
| Tossal de la Baltasana      | Muntanyes de Prades            | 1.200,88      | Prades (Baix Camp) 41° 19′ 34″ N, 1° 00′ 15″ E / 41.325994°N,1.004181°E                                         | CE-261129006 | {{ca\|Tossal de la Baltasana (muntanyes de Prades)}} · {{WLE-AD-ES\|CE-261129006}} · {{Object location dec\|41.325994\|1.004181\|region:ES-CT_type:mountain(1201)_source:cawiki}} · [[Categoria:Tossal de la Baltasana]]      |
| la Mussara                  | Serra de la Mussara            | 1.054,94      | Vilaplana (Baix Camp) 41° 15′ 29″ N, 1° 03′ 21″ E / 41.257981°N,1.055778°E                                      | CE-262132006 | {{ca\|La Mussara (Vilaplana)}} · {{WLE-AD-ES\|CE-262132006}} · {{Object location dec\|41.257981\|1.055778\|region:ES-CT_type:mountain(1055)_source:cawiki}} · [[Categoria:La Mussara (Vilaplana)]]                            |
| Caro                        | Ports de Tortosa-Beseit        | 1.440,98      | Roquetes (Baix Ebre) 40° 48′ 11″ N, 0° 20′ 35″ E / 40.803106°N,0.343092°E                                       | CE-245154006 | {{ca\|Caro (Ports de Tortosa-Beseit)}} · {{WLE-AD-ES\|CE-245154006}} · {{Object location dec\|40.803106\|0.343092\|region:ES-CT_type:mountain(1441)_source:cawiki}} · [[Categoria:Mont Caro]]                                 |
| La Creu de Santos           | Serra de Cardó                 | 942,30        | Tivenys (Baix Ebre) 40° 56′ 26″ N, 0° 35′ 10″ E / 40.940522°N,0.586047°E                                        | CE-251147006 | {{ca\|La Creu de Santos (serra de Cardó)}} · {{WLE-AD-ES\|CE-251147006}} · {{Object location dec\|40.940522\|0.586047\|region:ES-CT_type:mountain(942)_source:cawiki}} · [[Categoria:La Creu de Santos]]                      |
| Puig d'Arques               | Massís de les Gavarres         | 532,71        | Cruïlles, Monells i Sant Sadurní de l'Heura (Baix Empordà) 41° 53′ 21″ N, 2° 59′ 50″ E / 41.889119°N,2.997292°E | CE-309102006 | {{ca\|Puig d'Arques (massís de les Gavarres)}} · {{WLE-AD-ES\|CE-309102006}} · {{Object location dec\|41.889119\|2.997292\|region:ES-CT_type:mountain(533)_source:cawiki}} · [[Categoria:Puig d'Arques]]                      |
| Muntanya del Montgrí        | Massís del Montgrí             | 307,87        | Torroella de Montgrí (Baix Empordà) 42° 03′ 08″ N, 3° 07′ 54″ E / 42.052175°N,3.131672°E                        | CE-312094006 | {{ca\|Montgrí}} · {{WLE-AD-ES\|CE-312094006}} · {{Object location dec\|42.052175\|3.131672\|region:ES-CT_type:mountain(308)_source:cawiki}} · [[Categoria:Muntanya del Montgrí]]                                              |
| Puig de la Talaia           | Serra del Montmell             | 861,32        | El Montmell (Baix Penedès) 41° 20′ 14″ N, 1° 28′ 18″ E / 41.337128°N,1.471597°E                                 | CE-272128006 | {{ca\|Puig de la Talaia (serra del Montmell)}} · {{WLE-AD-ES\|CE-272128006}} · {{Object location dec\|41.337128\|1.471597\|region:ES-CT_type:mountain(861)_source:cawiki}} · [[Categoria:Puig de la Talaia]]                  |
| Montigalar                  | Serralada de Marina            | 152,02        | Badalona (Barcelonès) 41° 27′ 53″ N, 2° 13′ 52″ E / 41.464778°N,2.231142°E                                      | CE-291122006 | {{ca\|Montigalà (serralada de Marina)}} · {{WLE-AD-ES\|CE-291122006}} · {{Object location dec\|41.464778\|2.231142\|region:ES-CT_type:mountain(152)_source:cawiki}} · [[Categoria:Turó de Montigalà]]                         |
| Montjuïc                    | Serralada Litoral Catalana     | 177,72        | Barcelona Fossar nord del Castell (Barcelonès) 41° 21′ 50″ N, 2° 09′ 53″ E / 41.363992°N,2.164760°E             | CE-289127006 | {{ca\|Montjuïc (Barcelona)}} · {{WLE-AD-ES\|CE-289127006}} · {{Object location dec\|41.363992\|2.164760\|region:ES-CT_type:mountain(178)_source:cawiki}} · [[Categoria:Montjuïc]]                                             |
| Puigllançada                | Serra de Moixeró               | 2.409,15      | Bagà (Berguedà) 42° 18′ 02″ N, 1° 59′ 08″ E / 42.300492°N,1.985557°E                                            | CE-283082006 | {{ca\|Puigllançada (serra de Moixeró)}} · {{WLE-AD-ES\|CE-283082006}} · {{Object location dec\|42.300492\|1.985557\|region:ES-CT_type:mountain(2409)_source:cawiki}} · [[Categoria:Puigllançada]]                             |
| Cogulló d'Estela            | Rasos de Peguera               | 1.869,54      | Castellar del Riu (Berguedà) 42° 07′ 17″ N, 1° 47′ 14″ E / 42.121525°N,1.787144°E                               | CE-280091006 | {{ca\|Cogulló d'Estela (Rasos de Peguera)}} · {{WLE-AD-ES\|CE-280091006}} · {{Object location dec\|42.121525\|1.787144\|region:ES-CT_type:mountain(1870)_source:cawiki}} · [[Categoria:Cogulló d'Estela]]                     |
| Cap d'Urdet                 | Serra del Verd                 | 2.240,22      | Gòsol (Berguedà) 42° 11′ 48″ N, 1° 38′ 26″ E / 42.196622°N,1.640514°E                                           | CE-276087006 | {{ca\|Cap d'Urdet (serra del Verd)}} · {{WLE-AD-ES\|CE-276087006}} · {{Object location dec\|42.196622\|1.640514\|region:ES-CT_type:mountain(2240)_source:cawiki}} · [[Categoria:Cap d'Urdet]]                                 |
| Penyes Altes de Moixeró     | Serra de Moixeró               | 2.275,92      | Guardiola de Berguedà (Berguedà) 42° 18′ 23″ N, 1° 50′ 33″ E / 42.306289°N,1.842464°E                           | CE-281082006 | {{ca\|Penyes Altes de Moixeró}} · {{WLE-AD-ES\|CE-281082006}} · {{Object location dec\|42.306289\|1.842464\|region:ES-CT_type:mountain(2276)_source:cawiki}} · [[Categoria:Penyes Altes de Moixeró]]                          |
| el Pedró                    | serra de Catllaràs             | 1.764,62      | La Pobla de Lillet (Berguedà) 42° 12′ 10″ N, 1° 56′ 56″ E / 42.202709°N,1.948933°E                              | CE-284087006 | {{ca\|El Pedró (serra de Catllaràs)}} · {{WLE-AD-ES\|CE-284087006}} · {{Object location dec\|42.202709\|1.948933\|region:ES-CT_type:mountain(1765)_source:cawiki}} · [[Categoria:El Pedró (Catllaràs)]]                       |
| Cap de la Gallina Pelada    | Serra d'Ensija                 | 2.320,99      | Saldes (Berguedà) 42° 11′ 22″ N, 1° 44′ 17″ E / 42.189433°N,1.738122°E                                          | CE-279087006 | {{ca\|Cap de la Gallina Pelada (serra d'Ensija)}} · {{WLE-AD-ES\|CE-279087006}} · {{Object location dec\|42.189433\|1.738122\|region:ES-CT_type:mountain(2321)_source:cawiki}} · [[Categoria:Cap de la Gallina Pelada]]       |
| Pedraforca                  |                                | 2.506,37      | Saldes (Berguedà) 42° 14′ 13″ N, 1° 41′ 50″ E / 42.237039°N,1.697192°E                                          | CE-278085006 | {{ca\|Pedraforca}} · {{WLE-AD-ES\|CE-278085006}} · {{Object location dec\|42.237039\|1.697192\|region:ES-CT_type:mountain(2506)_source:cawiki}} · [[Categoria:Pedraforca]]                                                    |
| Pedró de Tubau              |                                | 1.543,17      | Sant Jaume de Frontanyà (Berguedà) 42° 13′ 13″ N, 2° 02′ 59″ E / 42.220194°N,2.049611°E                         | CE-286086006 | {{ca\|Pedró de Tubau}} · {{WLE-AD-ES\|CE-286086006}} · {{Object location dec\|42.220194\|2.049611\|region:ES-CT_type:mountain(1543)_source:cawiki}} · [[Categoria:Pedró de Tubau]]                                            |
| Tossa Plana de Lles         | Pirineus                       | 2.904,90      | Lles de Cerdanya (Cerdanya) 42° 28′ 05″ N, 1° 39′ 26″ E / 42.468107°N,1.657244°E                                | CE-277074006 | {{ca\|Pic de la Portelleta}} · {{WLE-AD-ES\|CE-277074006}} · {{Object location dec\|42.468107\|1.657244\|region:ES-CT_type:mountain(2905)_source:cawiki}} · [[Categoria:Tossa Plana de Lles]]                                 |
| Puigpedrós                  | Pirineus                       | 2.915,01      | Meranges (Cerdanya) 42° 29′ 15″ N, 1° 45′ 43″ E / 42.487564°N,1.761808°E                                        | CE-279073006 | {{ca\|Puigpedrós}} · {{WLE-AD-ES\|CE-279073006}} · {{Object location dec\|42.487564\|1.761808\|region:ES-CT_type:mountain(2915)_source:cawiki}} · [[Categoria:Puig de Campcardós]]                                            |
| Comabona                    | Serra del Cadí                 | 2.548,23      | Montellà i Martinet (Cerdanya) 42° 17′ 01″ N, 1° 43′ 35″ E / 42.283654°N,1.726461°E                             | CE-278083006 | {{ca\|Comabona (serra del Cadí)}} · {{WLE-AD-ES\|CE-278083006}} · {{Object location dec\|42.283654\|1.726461\|region:ES-CT_type:mountain(2548)_source:cawiki}} · [[Categoria:Comabona]]                                       |
| la Tosa                     | Serrat Gran                    | 2.536,41      | Urús (Cerdanya) 42° 19′ 14″ N, 1° 53′ 34″ E / 42.320583°N,1.892639°E                                            | CE-282081006 | {{ca\|La Tosa (Urús)}} · {{WLE-AD-ES\|CE-282081006}} · {{Object location dec\|42.320583\|1.892639\|region:ES-CT_type:mountain(2536)_source:cawiki}} · [[Categoria:Tosa d'Alp]]                                                |
| Tossal Gros de Vallbona     |                                | 803,61        | L'Espluga de Francolí (Conca de Barberà) 41° 28′ 08″ N, 1° 06′ 46″ E / 41.468845°N,1.112839°E                   | CE-264122006 | {{ca\|Tossal Gros de Vallbona}} · {{WLE-AD-ES\|CE-264122006}} · {{Object location dec\|41.468845\|1.112839\|region:ES-CT_type:mountain(804)_source:cawiki}} · [[Categoria:Tossal Gros de Vallbona]]                           |
| Puigsacalm                  | Serralada Transversal          | 1.514,28      | La Vall d'en Bas (Garrotxa) 42° 07′ 30″ N, 2° 23′ 17″ E / 42.125111°N,2.387933°E                                | CE-294090006 | {{ca\|Puigsacalm}} · {{WLE-AD-ES\|CE-294090006}} · {{Object location dec\|42.125111\|2.387933\|region:ES-CT_type:mountain(1514)_source:cawiki}} · [[Categoria:Puigsacalm]]                                                    |
| Comanegra                   | Pirineus                       | 1.557,40      | Montagut i Oix (Garrotxa) 42° 20′ 00″ N, 2° 31′ 35″ E / 42.33337°N,2.526506°E                                   | CE-298081006 | {{ca\|Comanegra}} · {{WLE-AD-ES\|CE-298081006}} · {{Object location dec\|42.33337\|2.526506\|region:ES-CT_type:mountain(1557)_source:cawiki}} · [[Categoria:Comanegra]]                                                       |
| Volcà del Montsacopa        |                                | 532,28        | Olot (Garrotxa) 42° 11′ 16″ N, 2° 29′ 18″ E / 42.187778°N,2.488333°E                                            | CE-297088006 | {{ca\|Volcà del Montsacopa (Olot)}} · {{WLE-AD-ES\|CE-297088006}} · {{Object location dec\|42.187778\|2.488333\|region:ES-CT_type:mountain(532)_source:cawiki}} · [[Categoria:Volcà del Montsacopa]]                          |
| Puigsallança                | Serra de Finestres             | 1.027,25      | Sant Aniol de Finestres (Garrotxa) 42° 06′ 54″ N, 2° 34′ 53″ E / 42.115044°N,2.581519°E                         | CE-299091006 | {{ca\|Puigsallança (serra de Finestres)}} · {{WLE-AD-ES\|CE-299091006}} · {{Object location dec\|42.115044\|2.581519\|region:ES-CT_type:mountain(1027)_source:cawiki}} · [[Categoria:Puigsallança]]                           |
| Volcà de Santa Margarida    |                                | 766,05        | Santa Pau (Garrotxa) 42° 08′ 31″ N, 2° 32′ 29″ E / 42.141944°N,2.541389°E                                       | CE-298090006 | {{ca\|Volcà de Santa Margarida (Santa Pau)}} · {{WLE-AD-ES\|CE-298090006}} · {{Object location dec\|42.141944\|2.541389\|region:ES-CT_type:mountain(766)_source:cawiki}} · [[Categoria:Santa Margarida Volcano]]              |
| Puig de ses Cadiretes       | Serra de l'Ardenya             | 518,69        | Llagostera (Gironès) 41° 45′ 26″ N, 2° 55′ 42″ E / 41.757286°N,2.928278°E                                       | CE-307108006 | {{ca\|Puig de ses Cadiretes (serra de l'Ardenya)}} · {{WLE-AD-ES\|CE-307108006}} · {{Object location dec\|41.757286\|2.928278\|region:ES-CT_type:mountain(519)_source:cawiki}} · [[Categoria:Puig de les Cadiretes]]          |
| Puig Alt (Sant Martí Vell)  | Massís de les Gavarres         | 485,19        | Sant Martí Vell (Gironès) 41° 58′ 53″ N, 2° 54′ 20″ E / 41.981422°N,2.905614°E                                  | CE-307097006 | {{ca\|Puig Alt (Sant Martí Vell)}} · {{WLE-AD-ES\|CE-307097006}} · {{Object location dec\|41.981422\|2.905614\|region:ES-CT_type:mountain(485)_source:cawiki}} · [[Categoria:Puig Alt (Sant Martí Vell)]]                     |
| Turó de Céllecs             | Serralada de Marina            | 536,12        | Òrrius (Maresme) 41° 33′ 25″ N, 2° 20′ 19″ E / 41.556936°N,2.338508°E                                           | CE-293118006 | {{ca\|Turó de Céllecs (serralada de Marina)}} · {{WLE-AD-ES\|CE-293118006}} · {{Object location dec\|41.556936\|2.338508\|region:ES-CT_type:mountain(536)_source:cawiki}} · [[Categoria:Turó de Céllecs]]                     |
| Sant Mateu                  | Serralada de Marina            | 499,01        | Premià de Dalt (Maresme) 41° 30′ 56″ N, 2° 19′ 36″ E / 41.515556°N,2.326667°E                                   | CE-293120006 | {{ca\|Sant Mateu (Premià de Dalt)}} · {{WLE-AD-ES\|CE-293120006}} · {{Object location dec\|41.515556\|2.326667\|region:ES-CT_type:mountain(499)_source:cawiki}} · [[Categoria:Emblematic summits of Catalonia]]               |
| Montsianell                 | Serra del Montsià              | 292,52        | Amposta (Montsià) 40° 40′ 56″ N, 0° 33′ 16″ E / 40.682222°N,0.554444°E                                          | CE-250160006 | {{ca\|Montsianell (serra del Montsià)}} · {{WLE-AD-ES\|CE-250160006}} · {{Object location dec\|40.682222\|0.554444\|region:ES-CT_type:mountain(293)_source:cawiki}} · [[Categoria:Montsianell]]                               |
| El Negrell                  |                                | 1.344,93      | La Sénia (Montsià) 40° 44′ 03″ N, 0° 13′ 38″ E / 40.734128°N,0.227314°E                                         | CE-242157006 | {{ca\|El Negrell (la Sénia)}} · {{WLE-AD-ES\|CE-242157006}} · {{Object location dec\|40.734128\|0.227314\|region:ES-CT_type:mountain(1345)_source:cawiki}} · [[Categoria:El Negrell]]                                         |
| Tossal del Rei              | Ports de Tortosa-Beseit        | 1.349,82      | La Sénia (Montsià) 40° 43′ 56″ N, 0° 10′ 10″ E / 40.732239°N,0.169372°E                                         | CE-241157006 | {{ca\|Tossal del Rei (Ports de Tortosa-Beseit)}} · {{WLE-AD-ES\|CE-241157006}} · {{Object location dec\|40.732239\|0.169372\|region:ES-CT_type:mountain(1350)_source:cawiki}} · [[Categoria:Tossal del Rei]]                  |
| Torreta de Montsià          | Serra del Montsià              | 763,05        | Ulldecona (Montsià) 40° 36′ 48″ N, 0° 31′ 49″ E / 40.613367°N,0.530144°E                                        | CE-250163006 | {{ca\|Torreta de Montsià}} · {{WLE-AD-ES\|CE-250163006}} · {{Object location dec\|40.613367\|0.530144\|region:ES-CT_type:mountain(763)_source:cawiki}} · [[Categoria:Torreta de Montsià]]                                     |
| Sant Alís                   | Montsec d'Ares                 | 1.675,36      | Àger (Noguera) 42° 02′ 26″ N, 0° 45′ 58″ E / 42.0405°N,0.766231°E                                               | CE-255095006 | {{ca\|Sant Alís (Montsec d'Ares)}} · {{WLE-AD-ES\|CE-255095006}} · {{Object location dec\|42.0405\|0.766231\|region:ES-CT_type:mountain(1675)_source:cawiki}} · [[Categoria:Sant Alís]]                                       |
| Roca Alta                   | Montsec de Rúbies              | 1.437,53      | Vilanova de Meià (Noguera) 42° 01′ 17″ N, 1° 00′ 37″ E / 42.021294°N,1.010278°E                                 | CE-261095006 | {{ca\|Roca Alta (Montsec de Rúbies)}} · {{WLE-AD-ES\|CE-261095006}} · {{Object location dec\|42.021294\|1.010278\|region:ES-CT_type:mountain(1438)_source:cawiki}} · [[Categoria:Roca Alta (Gavet de la Conca)]]              |
| Bellmunt                    | Serra de Bellmunt              | 1.248,03      | Sant Pere de Torelló (Osona) 42° 06′ 06″ N, 2° 17′ 37″ E / 42.101532°N,2.293744°E                               | CE-292092006 | {{ca\|Bellmunt (Sant Pere de Torelló)}} · {{WLE-AD-ES\|CE-292092006}} · {{Object location dec\|42.101532\|2.293744\|region:ES-CT_type:mountain(1248)_source:cawiki}} · [[Categoria:Bellmunt (Sant Pere de Torelló)]]          |
| Cabrera                     | Serra de Cabrera               | 1.307,89      | l'Esquirol (Osona) 42° 04′ 34″ N, 2° 24′ 26″ E / 42.076014°N,2.407203°E                                         | CE-295093006 | {{ca\|Cabrera (l'Esquirol)}} · {{WLE-AD-ES\|CE-295093006}} · {{Object location dec\|42.076014\|2.407203\|region:ES-CT_type:mountain(1308)_source:cawiki}} · [[Categoria:Serra de Cabrera]]                                    |
| Matagalls                   | Massís del Montseny            | 1.697,22      | Viladrau (Osona) 41° 48′ 32″ N, 2° 22′ 58″ E / 41.808794°N,2.382739°E                                           | CE-294106006 | {{ca\|Matagalls (massís del Montseny)}} · {{WLE-AD-ES\|CE-294106006}} · {{Object location dec\|41.808794\|2.382739\|region:ES-CT_type:mountain(1697)_source:cawiki}} · [[Categoria:Matagalls]]                                |
| Cap de Boumort              | Serra de Boumort               | 2.077,23      | Conca de Dalt (Pallars Jussà) 42° 14′ 06″ N, 1° 08′ 05″ E / 42.234995°N,1.134696°E                              | CE-264085006 | {{ca\|Cap de Boumort}} · {{WLE-AD-ES\|CE-264085006}} · {{Object location dec\|42.234995\|1.134696\|region:ES-CT_type:mountain(2077)_source:cawiki}} · [[Categoria:Cap de Boumort]]                                            |
| Sant Corneli                |                                | 1.351,08      | Isona i Conca Dellà (Pallars Jussà) 42° 10′ 54″ N, 1° 01′ 49″ E / 42.181667°N,1.030278°E                        | CE-261088006 | {{ca\|Sant Corneli (Isona i Conca Dellà)}} · {{WLE-AD-ES\|CE-261088006}} · {{Object location dec\|42.181667\|1.030278\|region:ES-CT_type:mountain(1351)_source:cawiki}} · [[Categoria:Sant Corneli]]                          |
| Montsent de Pallars         | Pirineus                       | 2.883,05      | La Torre de Cabdella (Pallars Jussà) 42° 29′ 24″ N, 1° 01′ 28″ E / 42.490061°N,1.024461°E                       | CE-262073006 | {{ca\|Montsent de Pallars}} · {{WLE-AD-ES\|CE-262073006}} · {{Object location dec\|42.490061\|1.024461\|region:ES-CT_type:mountain(2883)_source:cawiki}} · [[Categoria:Montsent de Pallars]]                                  |
| Pic de Peguera              | Pirineus                       | 2.982,72      | La Torre de Cabdella (Pallars Jussà) 42° 32′ 26″ N, 1° 00′ 43″ E / 42.540517°N,1.011972°E                       | CE-261071006 | {{ca\|Pic de Peguera}} · {{WLE-AD-ES\|CE-261071006}} · {{Object location dec\|42.540517\|1.011972\|region:ES-CT_type:mountain(2983)_source:cawiki}} · [[Categoria:Pic de Peguera]]                                            |
| Pic de Subenuix             | Serra de Subenuix              | 2.950,16      | La Torre de Cabdella (Pallars Jussà) 42° 33′ 18″ N, 0° 58′ 46″ E / 42.554961°N,0.979419°E                       | CE-261070006 | {{ca\|Pic de Subenuix}} · {{WLE-AD-ES\|CE-261070006}} · {{Object location dec\|42.554961\|0.979419\|region:ES-CT_type:mountain(2950)_source:cawiki}} · [[Categoria:Pic de Subenuix]]                                          |
| Monteixo                    | Pirineus                       | 2.905,05      | Alins (Pallars Sobirà) 42° 36′ 06″ N, 1° 21′ 42″ E / 42.601744°N,1.361556°E                                     | CE-270068006 | {{ca\|Monteixo}} · {{WLE-AD-ES\|CE-270068006}} · {{Object location dec\|42.601744\|1.361556\|region:ES-CT_type:mountain(2905)_source:cawiki}} · [[Categoria:Monteixo]]                                                        |
| Pic de Salòria              | Pirineus                       | 2.788,82      | Alins (Pallars Sobirà) 42° 30′ 52″ N, 1° 23′ 06″ E / 42.514447°N,1.385131°E                                     | CE-270072006 | {{ca\|Pic de Salòria}} · {{WLE-AD-ES\|CE-270072006}} · {{Object location dec\|42.514447\|1.385131\|region:ES-CT_type:mountain(2789)_source:cawiki}} · [[Categoria:Pic de Salòria]]                                            |
| Pic de Sotllo               | Pirineus                       | 3.072,77      | Alins (Pallars Sobirà) 42° 40′ 07″ N, 1° 23′ 15″ E / 42.668694°N,1.387475°E                                     | CE-270064006 | {{ca\|Pic de Sotllo}} · {{WLE-AD-ES\|CE-270064006}} · {{Object location dec\|42.668694\|1.387475\|region:ES-CT_type:mountain(3073)_source:cawiki}} · [[Categoria:Pic de Sotllo]]                                              |
| Pica d'Estats               | Massís del Montcalm            | 3.143,45      | Alins (Pallars Sobirà) 42° 40′ 01″ N, 1° 23′ 52″ E / 42.66695°N,1.397894°E                                      | CE-271064006 | {{ca\|Pica d'Estats (massís del Montcalm)}} · {{WLE-AD-ES\|CE-271064006}} · {{Object location dec\|42.66695\|1.397894\|region:ES-CT_type:mountain(3143)_source:cawiki}} · [[Categoria:Pica d'Estats]]                         |
| Mont-roig                   | Pirineus                       | 2.864,40      | Alt Àneu (Pallars Sobirà) 42° 42′ 29″ N, 1° 10′ 16″ E / 42.708139°N,1.17105°E                                   | CE-265062006 | {{ca\|Mont-roig (Alt Àneu)}} · {{WLE-AD-ES\|CE-265062006}} · {{Object location dec\|42.708139\|1.17105\|region:ES-CT_type:mountain(2864)_source:cawiki}} · [[Categoria:Mont-roig (Alt Àneu)]]                                 |
| Els Encantats               | Pirineus                       | 2.748,69      | Espot (Pallars Sobirà) 42° 34′ 06″ N, 1° 00′ 53″ E / 42.568414°N,1.014839°E                                     | CE-261069006 | {{ca\|Els Encantats}} · {{WLE-AD-ES\|CE-261069006}} · {{Object location dec\|42.568414\|1.014839\|region:ES-CT_type:mountain(2749)_source:cawiki}} · [[Categoria:Encantats]]                                                  |
| Puig de Sant Martirià       |                                | 242,14        | Banyoles (Pla de l'Estany) 42° 07′ 55″ N, 2° 45′ 48″ E / 42.131876°N,2.763326°E                                 | CE-304090006 | {{ca\|Puig de Sant Martirià (Banyoles)}} · {{WLE-AD-ES\|CE-304090006}} · {{Object location dec\|42.131876\|2.763326\|region:ES-CT_type:mountain(242)_source:cawiki}} · [[Categoria:Puig de Sant Martirià]]                    |
| Roca Corbatera              | Serra de Montsant              | 1.163,12      | La Morera de Montsant (Priorat) 41° 17′ 19″ N, 0° 53′ 28″ E / 41.288567°N,0.891242°E                            | CE-258131006 | {{ca\|Roca Corbatera (serra de Montsant)}} · {{WLE-AD-ES\|CE-258131006}} · {{Object location dec\|41.288567\|0.891242\|region:ES-CT_type:mountain(1163)_source:cawiki}} · [[Categoria:Roca Corbatera]]                        |
| Punta del General           | Serra de la Llena              | 923,52        | Ulldemolins (Priorat) 41° 20′ 29″ N, 0° 52′ 41″ E / 41.341417°N,0.878111°E                                      | CE-258128006 | {{ca\|Punta del General (serra de la Llena)}} · {{WLE-AD-ES\|CE-258128006}} · {{Object location dec\|41.341417\|0.878111\|region:ES-CT_type:mountain(924)_source:cawiki}} · [[Categoria:Punta del General]]                   |
| Mola de Genessies           | Muntanyes de Tivissa-Vandellòs | 711,24        | Tivissa (Ribera d'Ebre) 41° 00′ 59″ N, 0° 47′ 08″ E / 41.01625°N,0.785433°E                                     | CE-256144006 | {{ca\|Mola de Genessies (muntanyes de Tivissa-Vandellòs)}} · {{WLE-AD-ES\|CE-256144006}} · {{Object location dec\|41.01625\|0.785433\|region:ES-CT_type:mountain(711)_source:cawiki}} · [[Categoria:Mola de Genessies]]       |
| Montfalgars                 |                                | 1.610,78      | Molló (Ripollès) 42° 21′ 47″ N, 2° 27′ 22″ E / 42.363017°N,2.456067°E                                           | CE-296079006 | {{ca\|Montfalgars}} · {{WLE-AD-ES\|CE-296079006}} · {{Object location dec\|42.363017\|2.456067\|region:ES-CT_type:mountain(1611)_source:cawiki}} · [[Categoria:Montfalgars]]                                                  |
| Bastiments                  | Pirineus                       | 2.881,25      | Queralbs (Ripollès) 42° 25′ 34″ N, 2° 13′ 58″ E / 42.426194°N,2.232906°E                                        | CE-291076006 | {{ca\|Pic de Bastiments}} · {{WLE-AD-ES\|CE-291076006}} · {{Object location dec\|42.426194\|2.232906\|region:ES-CT_type:mountain(2881)_source:cawiki}} · [[Categoria:Bastiments]]                                             |
| El Balandrau                | Serra de la Canya              | 2.585,23      | Queralbs (Ripollès) 42° 22′ 12″ N, 2° 13′ 11″ E / 42.369969°N,2.219647°E                                        | CE-290079006 | {{ca\|El Balandrau (serra de la Canya)}} · {{WLE-AD-ES\|CE-290079006}} · {{Object location dec\|42.369969\|2.219647\|region:ES-CT_type:mountain(2585)_source:cawiki}} · [[Categoria:Balandrau]]                               |
| Pic de l'Infern             | Pirineus                       | 2.869,51      | Queralbs (Ripollès) 42° 25′ 26″ N, 2° 12′ 50″ E / 42.423919°N,2.213836°E                                        | CE-290076006 | {{ca\|Pic de l'Infern}} · {{WLE-AD-ES\|CE-290076006}} · {{Object location dec\|42.423919\|2.213836\|region:ES-CT_type:mountain(2870)_source:cawiki}} · [[Categoria:Pic de l'Infern]]                                          |
| Puigmal                     | Pirineus                       | 2.909,85      | Queralbs (Ripollès) 42° 23′ 00″ N, 2° 07′ 00″ E / 42.383311°N,2.116722°E                                        | CE-288078006 | {{ca\|Puigmal}} · {{WLE-AD-ES\|CE-288078006}} · {{Object location dec\|42.383311\|2.116722\|region:ES-CT_type:mountain(2910)_source:cawiki}} · [[Categoria:Puigmal]]                                                          |
| El Taga                     | Serra de Conivella             | 2.039,87      | Ribes de Freser (Ripollès) 42° 16′ 51″ N, 2° 12′ 36″ E / 42.280717°N,2.209897°E                                 | CE-290083006 | {{ca\|El Taga (serra de Conivella)}} · {{WLE-AD-ES\|CE-290083006}} · {{Object location dec\|42.280717\|2.209897\|region:ES-CT_type:mountain(2040)_source:cawiki}} · [[Categoria:Taga]]                                        |
| Costabona                   | Pirineus                       | 2.465,04      | Setcases (Ripollès) 42° 25′ 01″ N, 2° 20′ 37″ E / 42.416836°N,2.343617°E                                        | CE-293076006 | {{ca\|Costabona}} · {{WLE-AD-ES\|CE-293076006}} · {{Object location dec\|42.416836\|2.343617\|region:ES-CT_type:mountain(2465)_source:cawiki}} · [[Categoria:Costabona]]                                                      |
| Gra de Fajol                | Pirineus                       | 2.714,29      | Setcases (Ripollès) 42° 24′ 56″ N, 2° 14′ 52″ E / 42.415439°N,2.247806°E                                        | CE-291077006 | {{ca\|Gra de Fajol}} · {{WLE-AD-ES\|CE-291077006}} · {{Object location dec\|42.415439\|2.247806\|region:ES-CT_type:mountain(2714)_source:cawiki}} · [[Categoria:Gra de Fajol]]                                                |
| Milany                      | Serra de Milany                | 1.529,32      | Vallfogona de Ripollès (Ripollès) 42° 09′ 56″ N, 2° 17′ 23″ E / 42.165506°N,2.289692°E                          | CE-292089006 | {{ca\|Milany}} · {{WLE-AD-ES\|CE-292089006}} · {{Object location dec\|42.165506\|2.289692\|region:ES-CT_type:mountain(1529)_source:cawiki}} · [[Categoria:Milany]]                                                            |
| Punta de Montmaneu          | Muntanya aïllada               | 494,63        | Seròs (Segrià) 41° 23′ 19″ N, 0° 24′ 05″ E / 41.388689°N,0.401375°E                                             | CE-247126006 | {{ca\|Punta de Montmaneu}} · {{WLE-AD-ES\|CE-247126006}} · {{Object location dec\|41.388689\|0.401375\|region:ES-CT_type:mountain(495)_source:cawiki}} · [[Categoria:Punta de Montmaneu]]                                     |
| Sant Miquel de Solterra     | Massís de les Guilleries       | 1.202,83      | Sant Hilari Sacalm (Selva) 41° 55′ 23″ N, 2° 31′ 59″ E / 41.923117°N,2.533014°E                                 | CE-298100006 | {{ca\|Sant Miquel de Solterra (Guilleries)}} · {{WLE-AD-ES\|CE-298100006}} · {{Object location dec\|41.923117\|2.533014\|region:ES-CT_type:mountain(1203)_source:cawiki}} · [[Categoria:Sant Miquel de Solterra]]             |
| el Far                      | Serralada transversal          | 1.125,31      | Susqueda (Selva) 42° 01′ 17″ N, 2° 32′ 11″ E / 42.021283°N,2.536475°E                                           | CE-298095006 | {{ca\|El Far (cim de Susqueda)}} · {{WLE-AD-ES\|CE-298095006}} · {{Object location dec\|42.021283\|2.536475\|region:ES-CT_type:mountain(1125)_source:cawiki}} · [[Categoria:Santuari de la Mare de Déu del Far]]              |
| Pedró dels Quatre Batlles   | Port del Comte                 | 2.386,49      | La Coma i la Pedra (Solsonès) 42° 11′ 05″ N, 1° 31′ 15″ E / 42.184725°N,1.520894°E                              | CE-274087006 | {{ca\|Pedró dels Quatre Batlles (Ports del Comte)}} · {{WLE-AD-ES\|CE-274087006}} · {{Object location dec\|42.184725\|1.520894\|region:ES-CT_type:mountain(2386)_source:cawiki}} · [[Categoria:Pedró dels Quatre Batlles]]    |
| Mola de Lord                | Prepirineus                    | 1.189,26      | Sant Llorenç de Morunys (Solsonès) 42° 07′ 00″ N, 1° 34′ 55″ E / 42.116658°N,1.581861°E                         | CE-275091006 | {{ca\|Mola de Lord}} · {{WLE-AD-ES\|CE-275091006}} · {{Object location dec\|42.116658\|1.581861\|region:ES-CT_type:mountain(1189)_source:cawiki}} · [[Categoria:Mola de Lord]]                                                |
| Muntanya de Santa Bàrbara   |                                | 752,40        | Horta de Sant Joan (Terra Alta) 40° 57′ 25″ N, 0° 20′ 18″ E / 40.956864°N,0.338292°E                            | CE-245147006 | {{ca\|Muntanya de Santa Bàrbara (Horta de Sant Joan)}} · {{WLE-AD-ES\|CE-245147006}} · {{Object location dec\|40.956864\|0.338292\|region:ES-CT_type:mountain(752)_source:cawiki}} · [[Categoria:Santa Bàrbara (Terra Alta)]] |
| Roques de Benet             | Els Ports                      | 1.017,14      | Horta de Sant Joan (Terra Alta) 40° 54′ 05″ N, 0° 19′ 36″ E / 40.901278°N,0.326722°E                            | CE-245149006 | {{ca\|Roques de Benet (Horta de Sant Joan)}} · {{WLE-AD-ES\|CE-245149006}} · {{Object location dec\|40.901278\|0.326722\|region:ES-CT_type:mountain(1017)_source:cawiki}} · [[Categoria:Roques de Benet]]                     |
| lo Pilar d'Almenara         | Serra d'Almenara               | 458,88        | Agramunt (Urgell) 41° 45′ 12″ N, 1° 04′ 01″ E / 41.753386°N,1.066974°E                                          | CE-263108006 | {{ca\|Pilar d'Almenara}} · {{WLE-AD-ES\|CE-263108006}} · {{Object location dec\|41.753386\|1.066974\|region:ES-CT_type:mountain(459)_source:cawiki}} · [[Categoria:Castell d'Almenara (Pilar d'Almenara)]]                    |
| Era Forcanada               |                                | 2.882,69      | Es Bòrdes (Vall d'Aran) 42° 38′ 35″ N, 0° 42′ 19″ E / 42.643175°N,0.705383°E                                    | CE-254066006 | {{ca\|Era Forcanada}} · {{WLE-AD-ES\|CE-254066006}} · {{Object location dec\|42.643175\|0.705383\|region:ES-CT_type:mountain(2883)_source:cawiki}} · [[Categoria:Malh des Pois]]                                              |
| Montardo                    | Pirineus                       | 2.833,15      | Naut Aran (Vall d'Aran) 42° 38′ 00″ N, 0° 52′ 31″ E / 42.633336°N,0.875344°E                                    | CE-258066006 | {{ca\|Montardo}} · {{WLE-AD-ES\|CE-258066006}} · {{Object location dec\|42.633336\|0.875344\|region:ES-CT_type:mountain(2833)_source:cawiki}} · [[Categoria:Montardo]]                                                        |
| Tuc de Marimanha            |                                | 2.679,25      | Naut Aran (Vall d'Aran) 42° 42′ 33″ N, 1° 00′ 44″ E / 42.709231°N,1.012322°E                                    | CE-261062006 | {{ca\|Tuc de Marimanha}} · {{WLE-AD-ES\|CE-261062006}} · {{Object location dec\|42.709231\|1.012322\|region:ES-CT_type:mountain(2679)_source:cawiki}} · [[Categoria:Tuc de Marimanha]]                                        |
| Tuc de Maubèrme             | Pirineus                       | 2.881,59      | Naut Aran (Vall d'Aran) 42° 47′ 37″ N, 0° 55′ 02″ E / 42.793697°N,0.917204°E                                    | CE-259058006 | {{ca\|Tuc de Maubèrme}} · {{WLE-AD-ES\|CE-259058006}} · {{Object location dec\|42.793697\|0.917204\|region:ES-CT_type:mountain(2882)_source:cawiki}} · [[Categoria:Tuc de Maubèrme]]                                          |
| Montcorbison                | Pirineus                       | 2.172,69      | Vielha e Mijaran (Vall d'Aran) 42° 42′ 31″ N, 0° 45′ 32″ E / 42.708556°N,0.758769°E                             | CE-255063006 | {{ca\|Montcorbison}} · {{WLE-AD-ES\|CE-255063006}} · {{Object location dec\|42.708556\|0.758769\|region:ES-CT_type:mountain(2173)_source:cawiki}} · [[Categoria:Montcorbison]]                                                |
| Tuc de Molières             | Pirineus                       | 3.010,08      | Vielha e Mijaran (Vall d'Aran) 42° 37′ 46″ N, 0° 41′ 55″ E / 42.629469°N,0.698567°E                             | CE-254066008 | {{ca\|Tuc de Molières}} · {{WLE-AD-ES\|CE-254066008}} · {{Object location dec\|42.629469\|0.698567\|region:ES-CT_type:mountain(3010)_source:cawiki}} · [[Categoria:Tuc de Molières]]                                          |
| Montlude                    | Sèrra deth Montlude            | 2.517,70      | Vilamòs (Vall d'Aran) 42° 47′ 07″ N, 0° 45′ 31″ E / 42.785242°N,0.758747°E                                      | CE-255059006 | {{ca\|Montlude}} · {{WLE-AD-ES\|CE-255059006}} · {{Object location dec\|42.785242\|0.758747\|region:ES-CT_type:mountain(2518)_source:cawiki}} · [[Categoria:Montlude]]                                                        |
| La Mola                     | Sant Llorenç del Munt          | 1.103,25      | Matadepera (Vallès Occidental) 41° 38′ 29″ N, 2° 01′ 05″ E / 41.641289°N,2.017917°E                             | CE-285114006 | {{ca\|La Mola (Sant Llorenç del Munt)}} · {{WLE-AD-ES\|CE-285114006}} · {{Object location dec\|41.641289\|2.017917\|region:ES-CT_type:mountain(1103)_source:cawiki}} · [[Categoria:La Mola (Sant Llorenç del Munt)]]          |
| Tagamanent                  | Montseny                       | 1.057,98      | Tagamanent (Vallès Oriental) 41° 44′ 51″ N, 2° 17′ 46″ E / 41.747453°N,2.295994°E                               | CE-292109006 | {{ca\|Tagamanent (Montseny)}} · {{WLE-AD-ES\|CE-292109006}} · {{Object location dec\|41.747453\|2.295994\|region:ES-CT_type:mountain(1058)_source:cawiki}} · [[Categoria:Turó de Tagamanent]]                                 |
| Pic del Vent                | Serra Llisa                    | 815,64        | Caldes de Montbui (Vallès Oriental) 41° 39′ 19″ N, 2° 07′ 42″ E / 41.655333°N,2.128278°E                        | CE-288113006 | {{ca\|El Farell (serra Llisa)}} · {{WLE-AD-ES\|CE-288113006}} · {{Object location dec\|41.655333\|2.128278\|region:ES-CT_type:mountain(816)_source:cawiki}} · [[Categoria:Pic del Vent]]                                      |
| Puiggraciós                 | Cingles de Bertí               | 808,80        | Figaró-Montmany (Vallès Oriental) 41° 42′ 11″ N, 2° 14′ 29″ E / 41.702975°N,2.241281°E                          | CE-291111006 | {{ca\|Puiggraciós (cingles de Bertí)}} · {{WLE-AD-ES\|CE-291111006}} · {{Object location dec\|41.702975\|2.241281\|region:ES-CT_type:mountain(809)_source:cawiki}} · [[Categoria:Puiggracios]]                                |
| les Agudes                  | Montseny                       | 1.705,44      | Fogars de Montclús (Vallès Oriental) 41° 47′ 22″ N, 2° 26′ 38″ E / 41.789453°N,2.443914°E                       | CE-296107006 | {{ca\|Les Agudes (Montseny)}} · {{WLE-AD-ES\|CE-296107006}} · {{Object location dec\|41.789453\|2.443914\|region:ES-CT_type:mountain(1705)_source:cawiki}} · [[Categoria:Les Agudes (Massís del Montseny)]]                   |
| Turó de l'Home              | Montseny                       | 1.705,78      | Fogars de Montclús (Vallès Oriental) 41° 46′ 35″ N, 2° 26′ 05″ E / 41.776490°N,2.434840°E                       | CE-295107006 | {{ca\|Turó de l'Home (Montseny)}} · {{WLE-AD-ES\|CE-295107006}} · {{Object location dec\|41.776490\|2.434840\|region:ES-CT_type:mountain(1706)_source:cawiki}} · [[Categoria:Turó de l'Home]]                                 |
| Turó Gros                   | Massís del Montnegre           | 758,01        | Sant Celoni (Vallès Oriental) 41° 39′ 41″ N, 2° 34′ 35″ E / 41.661375°N,2.576331°E                              | CE-299113006 | {{ca\|Turó Gros (Montnegre)}} · {{WLE-AD-ES\|CE-299113006}} · {{Object location dec\|41.661375\|2.576331\|region:ES-CT_type:mountain(758)_source:cawiki}} · [[Categoria:Emblematic summits of Catalonia]]                     |